# Phyprosopus pallens
Phyprosopus pallens là một loài bướm đêm trong họ Erebidae.